# 韩岔乡
韩岔乡是中国陕西省榆林市横山县下辖的一个乡。

## 行政区划
韩岔乡下辖以下行政区：
韩岔村、邓家焉村、范老庄村、黄圪塄村、胡家沟村、边则畔村、高庙村、三星村、闫家洼村、吴兴窑村、李四桐村、白岔村、李渠村、毕家堡村、羊路塌村、柳卜塔村、瓦高庄村、元盆洼村、东沟畔村